# Bügelbrille
Die Bügelbrille (1) (auch Klemmer oder Klemmbrille) ist ein Brillentyp und war der direkte Nachfolger der Nietbrille.
Hauptverbreitungszeitraum war das 15. bis 18. Jahrhundert. Die Verbindung zwischen den Gläsern nannte sich Bügel und war nun starr (bzw. bei späten Modellen elastisch) aber ohne Scharnier, im Gegensatz zu den vorangegangenen Nietbrillen. Die verwendeten Gläser waren rund, aus grünlichem Waldglas, aus Bergkristall (meist unrein, rosa, rosabräunlich) und dem anfangs aus Florenz, später aus Venedig stammenden besseren Kronglas „cristallo“ gefertigt und im Durchmesser etwa 32–39 mm groß. Die Brillen klemmten direkt mit dem Fassungsrahmen seitlich auf den Nasenflügeln, ohne zusätzliche Nasenstützen, wie bei den späteren Kneifern. Anhand überlieferter früher Darstellungen ist ersichtlich, das diese Brillen aber auch oft mit der Hand vor die Augen gehalten wurden.
Nachfolger der Klemmbrillen waren Anfang und Mitte des 18. Jh. die Schläfenbrillen bzw. die Ohrenbrillen, aber auch die Kneifer, Zwicker und Fingerklemmer des 19. Jahrhunderts waren eine moderne Neuauflage der mittelalterlichen Bügelbrillen.

## Varianten der Bügelbrille
- Bügelbrille:  Aus der Nietbrille wurde, mit starrem Bügel zwischen den Gläsern, die Bügelbrille. Diese Brillenform wurde auf die Nase geklemmt getragen. Allerdings, bei schlechter Passform, auch häufig mit der Hand gehalten genutzt, da man sie nachträglich nicht der Nase anpassen konnte. Beim Auswählen der eigenen Brille waren somit nicht mehr nur die Glasstärken von Bedeutung, sondern auch bedingt, durch unterschiedliche Nasen, die Stegbreite zwischen den Glaseinfassungen. Gefertigt aus Holz, Fischbein, Leder, Horn, Knochen (u. a. Rinderlangknochen), Eisen.
- Schlitzbügelbrille:  Um den starren Bügel der Bügelbrille etwas elastischer zu bekommen, fügte man Schlitze in die Verbindung zwischen den Gläsern ein. Meist waren sie aus Horn, Leder oder hochwertigem Holz mit 2 bis 3 Längsschlitzen.
- Klemmbrille:  (Neben dem Oberbegriff Bügelbrille, oft auch Klemmer, seltener Klammer oder Klammbrille) Hier war die Verbindung der gefassten Gläser aus Metall. Bei frühen Modellen war es ein Eisendraht, mit dem man auch nachträglich die Nasenbreite durch verbiegen anpassen konnte.
Spätere Modelle, auch Federbrille (Federparille) genannt, gab es auch mit elastischem Kupferblech Streifen mit Federwirkung zwischen den Gläsern. Diese Federbrillen waren ein fließender Übergang zum Kneifer und sie gab es, in immer besser werdenden Varianten und später auch mit ausgeformter Nasenanlage, bis Anfang des 20. Jahrhunderts. Federbrillen mit einem zusätzlichen Scharnier in der Feder siehe Gelenkbrille.
- Drahtklemmbrille (ab ca. 1616 bis in das 19. Jh.) auch Nürnberger Drahtklemmbrille, da sie vor allem der Nürnberger (aber auch Augsburger und Fürther) Brillenmacher Zunft entspringen. Sehr preiswerte Herstellung, da aus nur einem formgewalzten Draht und oft auch nur eher primitiven Brillengläsern bestehend, mit hoher Verbreitung in ganz Europa. Übergang des Mittelalters in das Industriezeitalter.

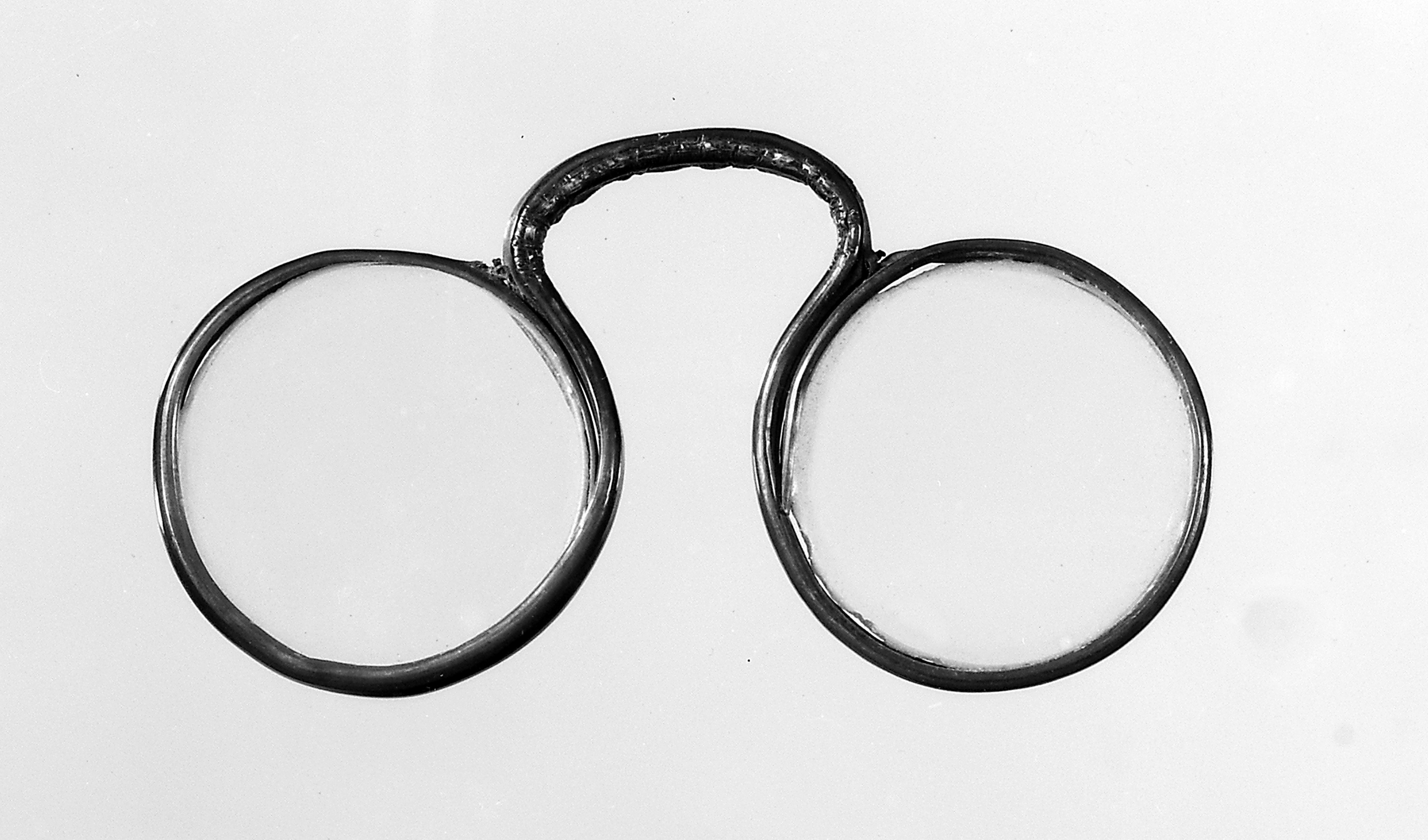
Bügelbrille (ab 15. Jh.)
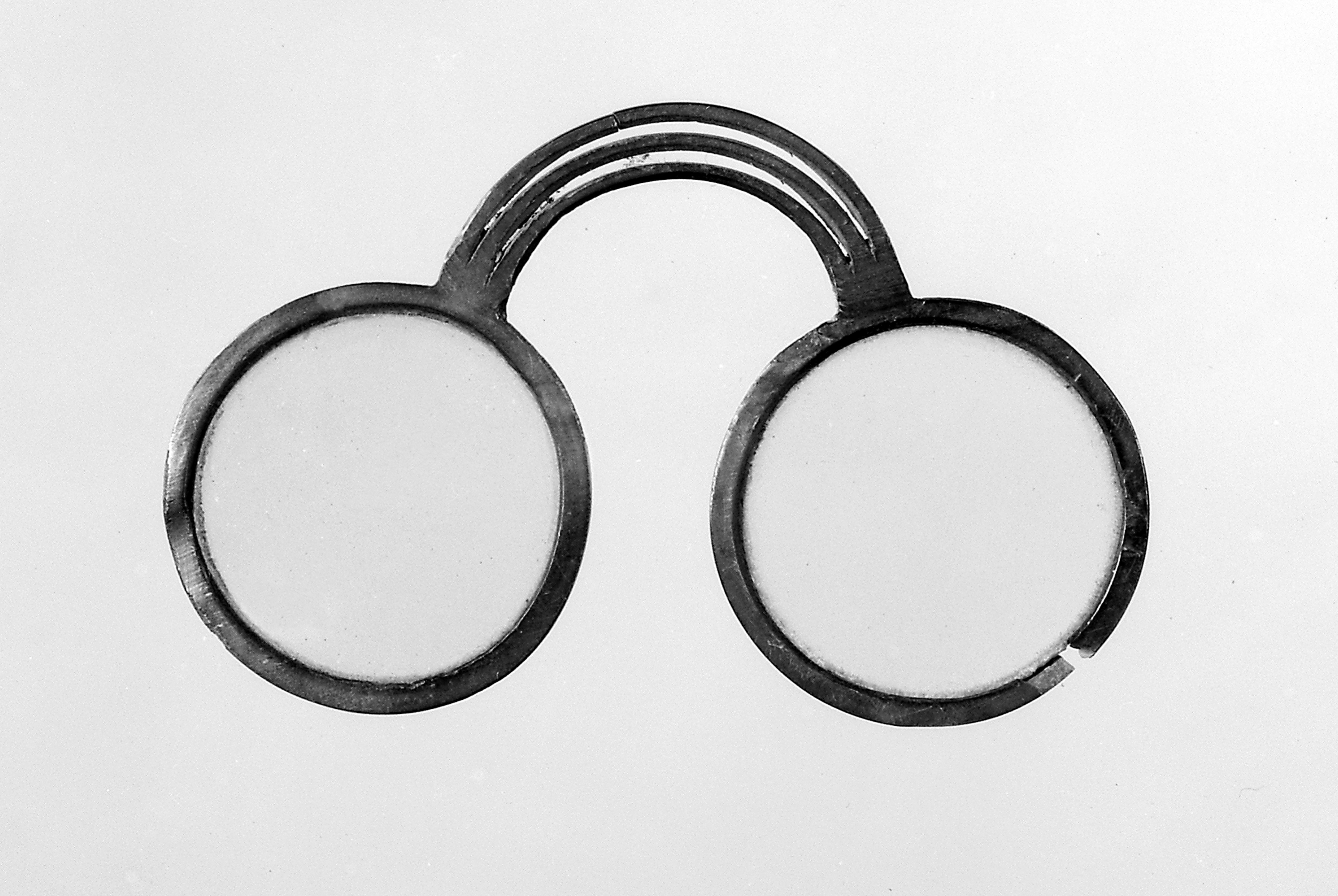
Schlitzbügelbrille (um ~1600)
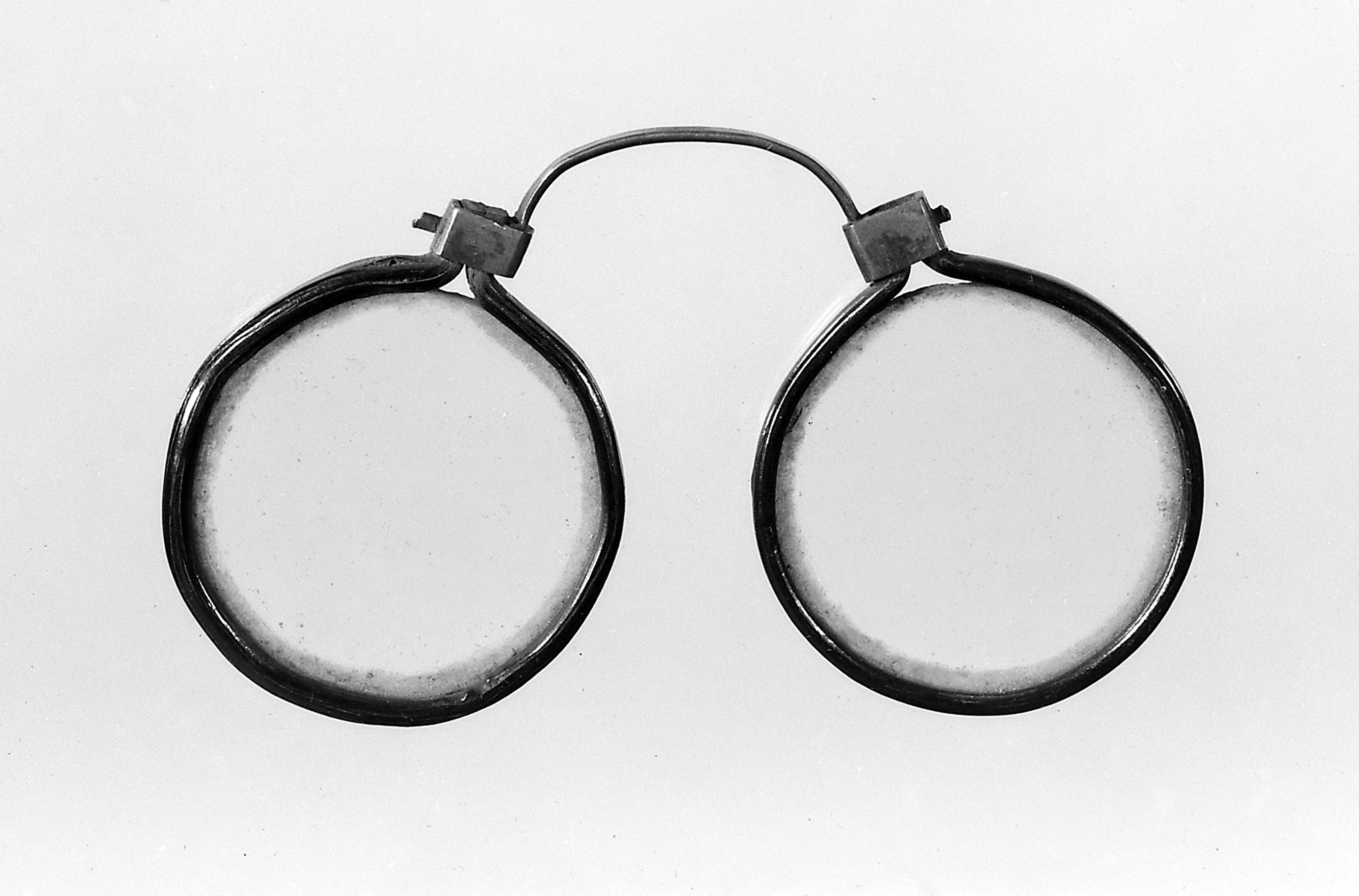
Klemmbrille (ab frühes 17. Jh.)
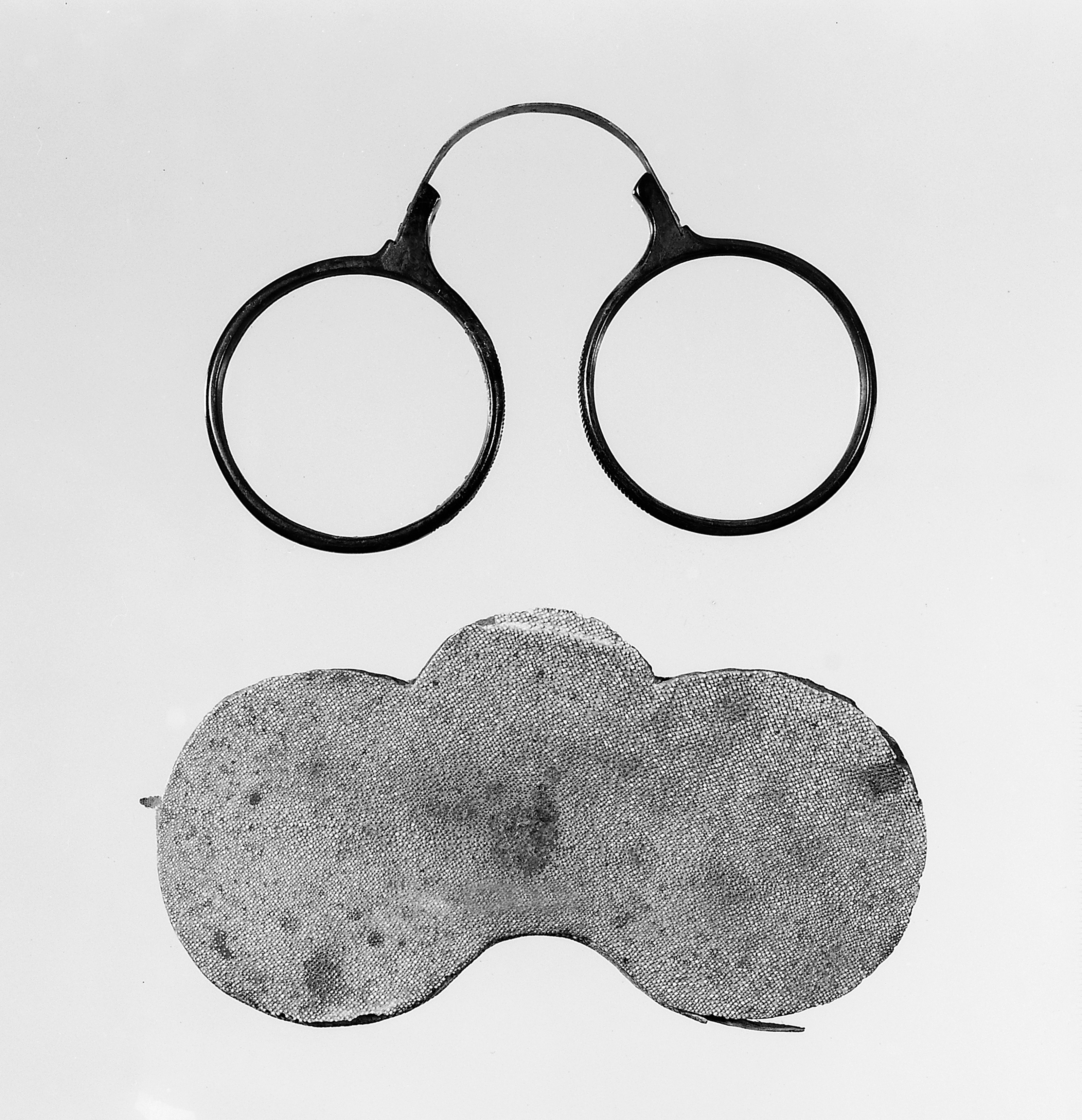
Klemmbrille mit elastischer Metallfeder
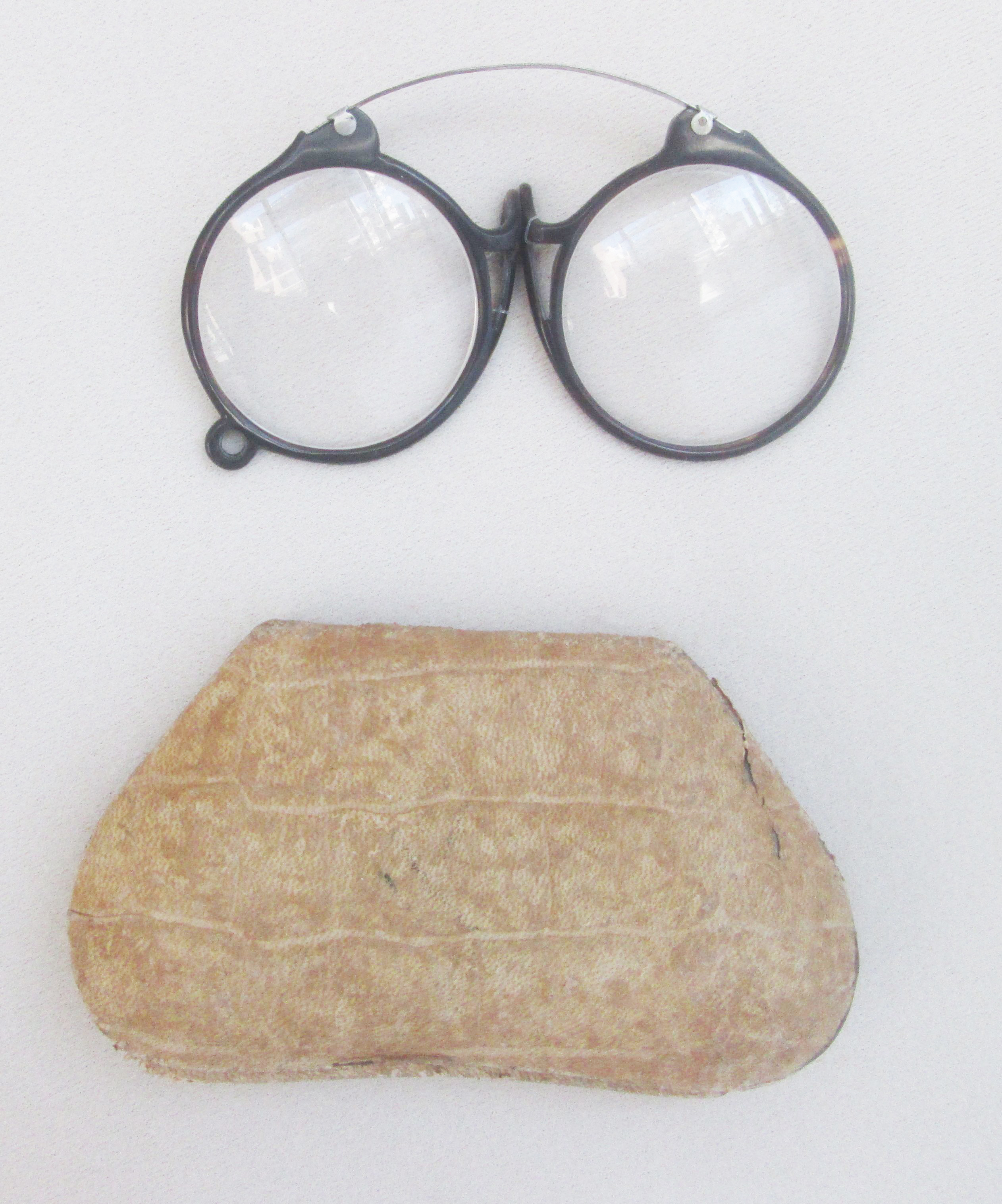
Klemmer mit elastischer Metallfeder und Nasensteg (19. Jh.)
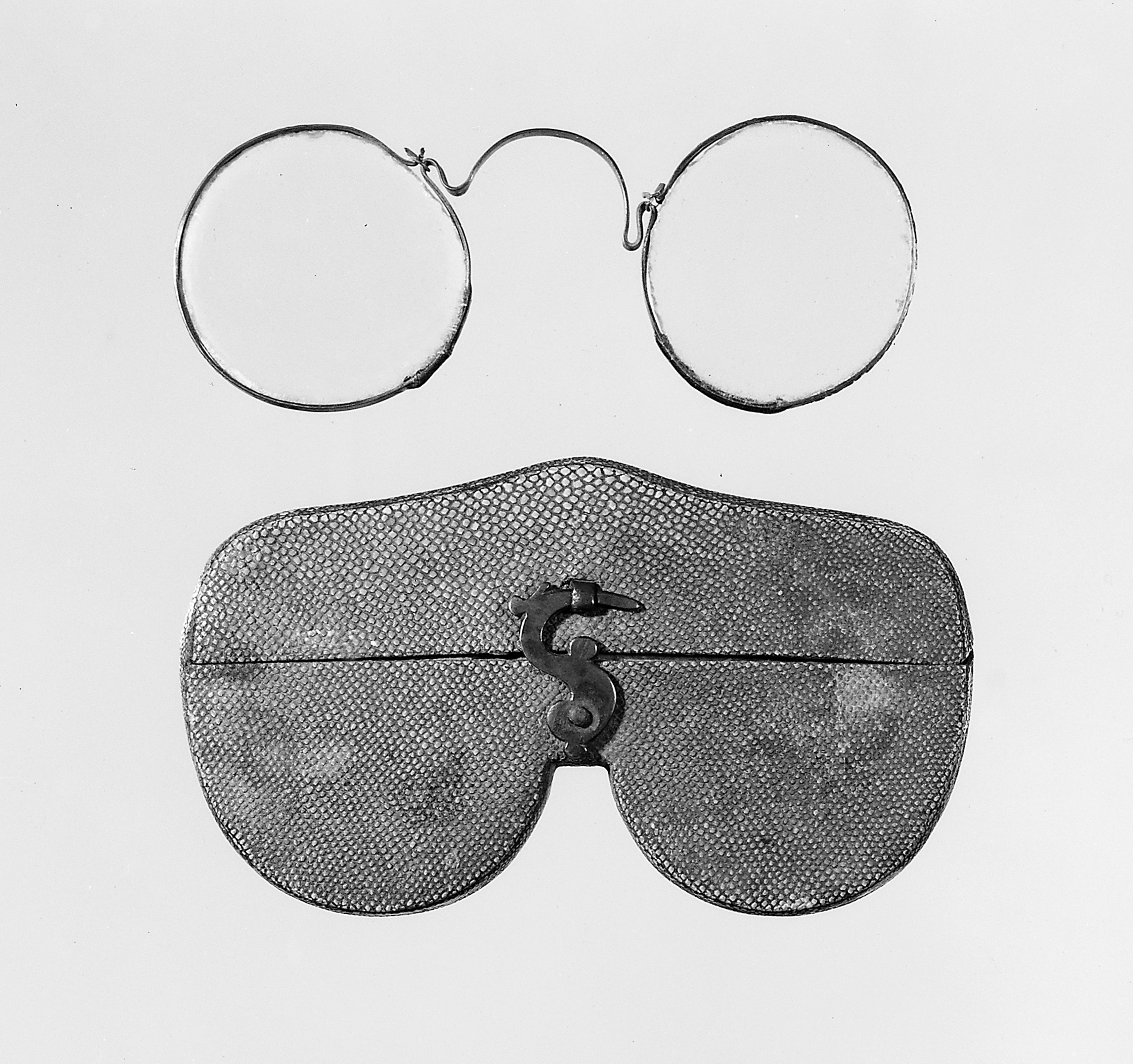
Nürnberger Drahtklemmbrille
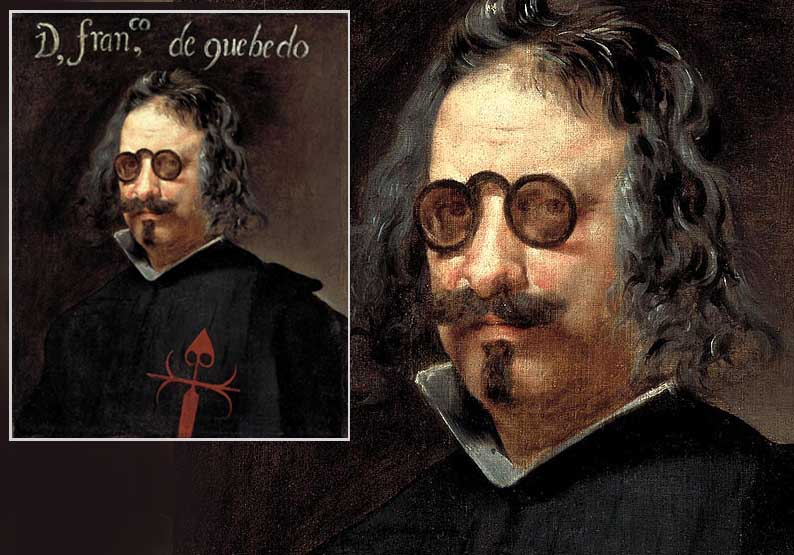
1618–1639 Spanien, Dichter Francisco de Quevedo

### Historische Darstellungen, Erwähnungen und Funde (Auswahl)

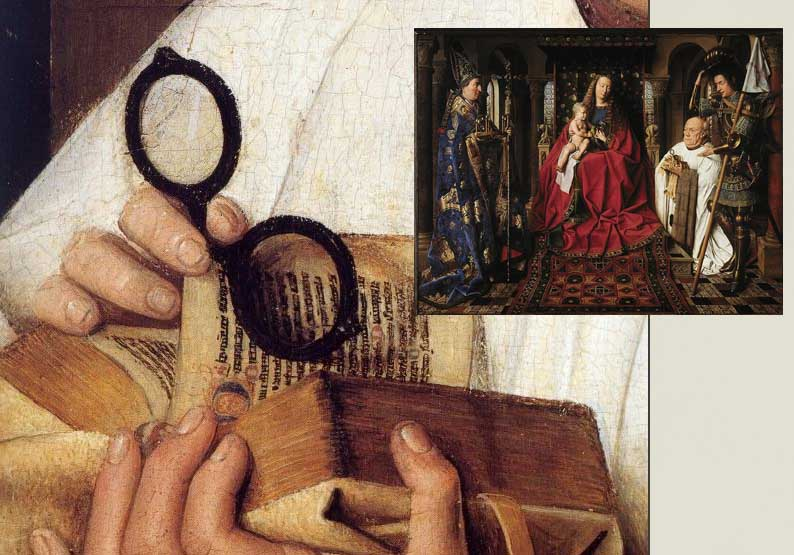
Kanonikus van der Paele (Brügge) ließ sich 1436 mit Brille malen
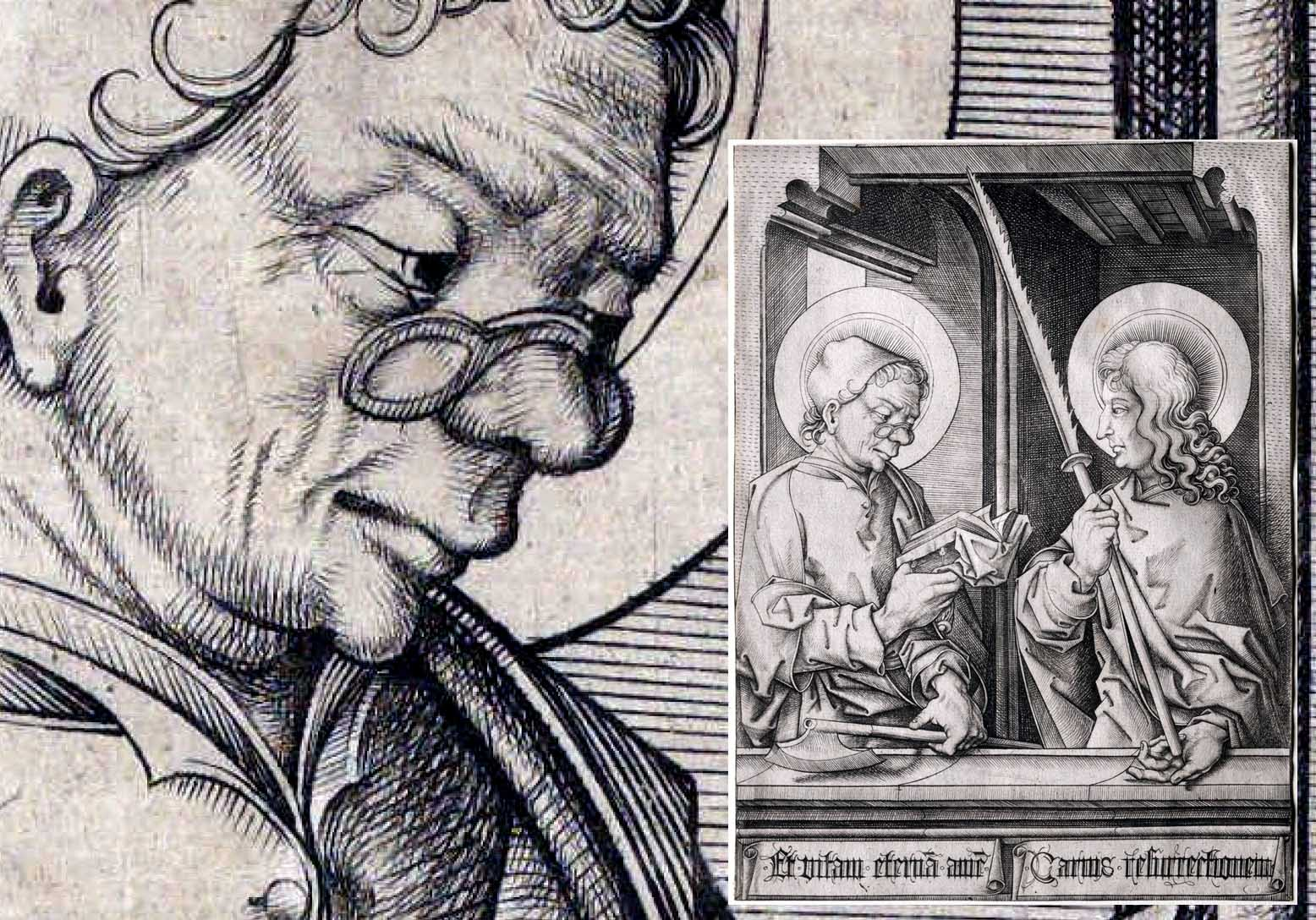
1457, der heilige Matthias postum mit Bügelbrille
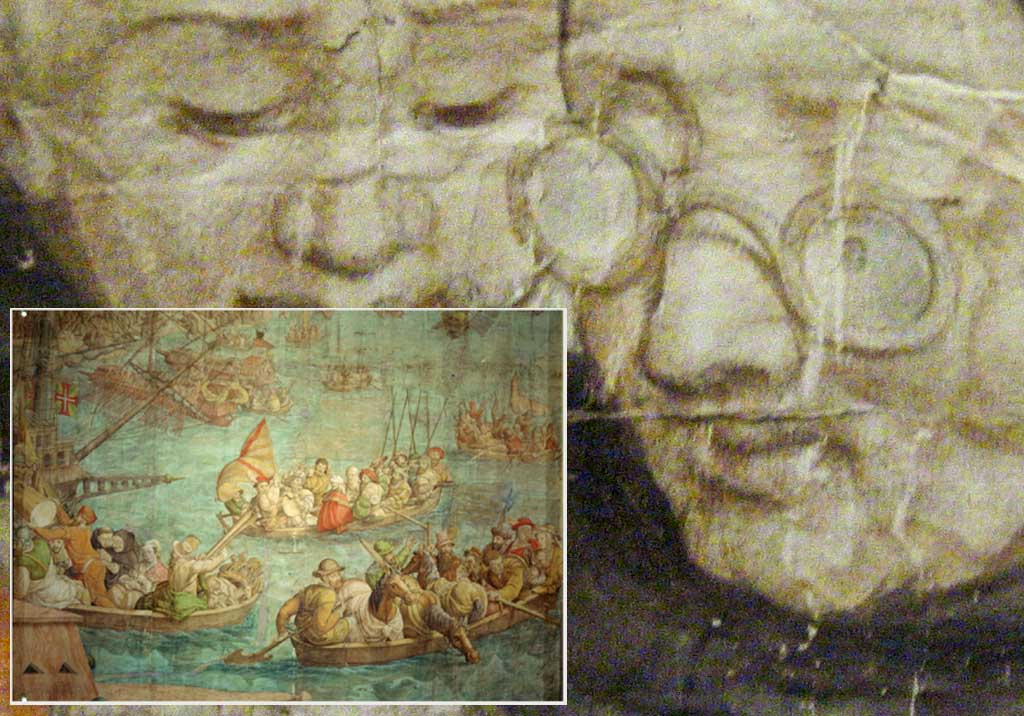
1546–1550, Mönch mit Bügelbrille, Landung Kaiser Karls V. bei Tunis
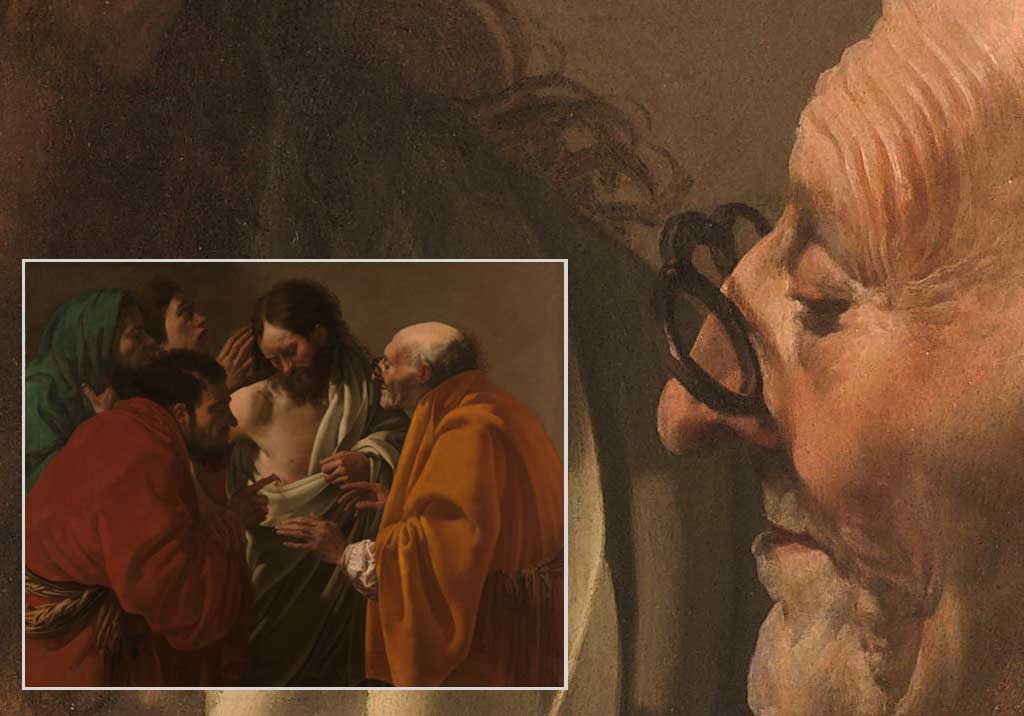
Um 1622, Der ungläubige Thomas mit Leder Bügelbrille

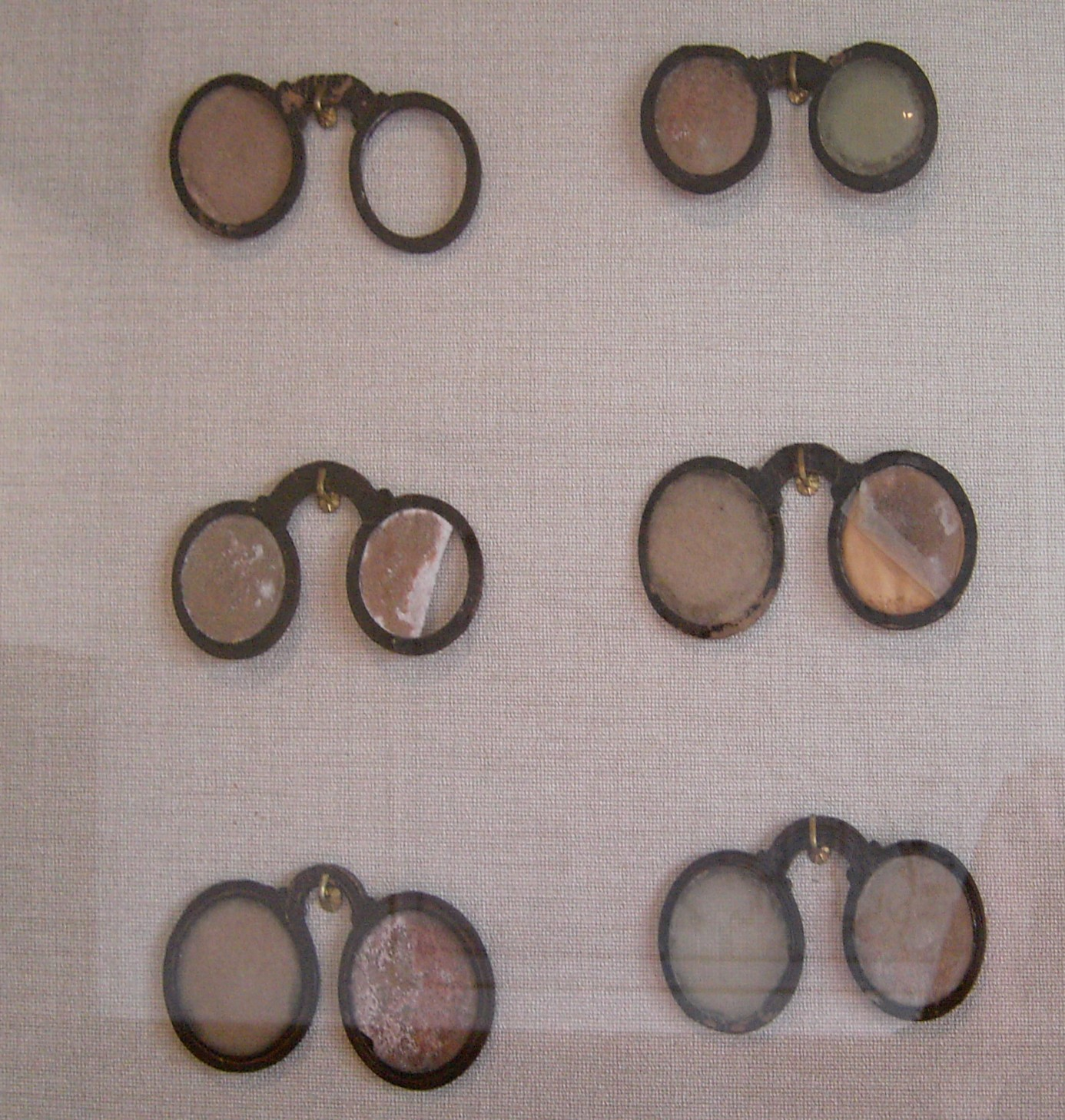
Wartburger Funde. Diverse Bügelbrillen aus Leder

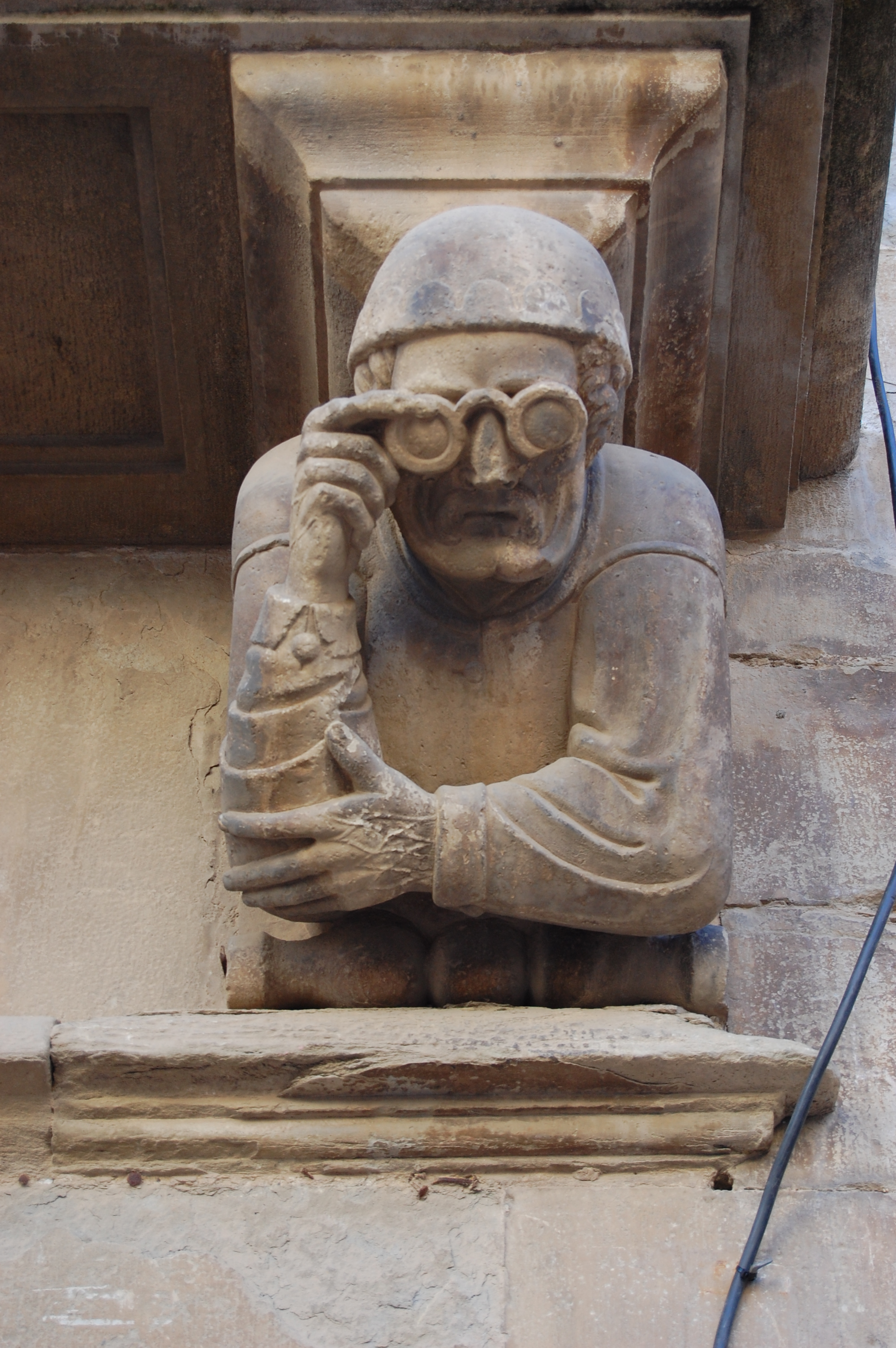
1688 Spanien, Bügelbrille am Rathaus Cervera

- 1436 Brügge, Jan van Eycks „Jungfrau mit Kind und Kanoniker Joris van der Paele“, starre Bügelbrille (2)
- 1457, der aus Meckenheim stammende Israhel van Meckenem war einer der bedeutendsten Kupferstecher seiner Zeit. Eins seiner Werke zeigt den heiligen Matthias mit Bügelbrille. Es ist damit eines der ganz wenigen und ersten Bildnisse vor 1500 mit einer Brille dieser Art.
- 1462/1466, Florenz. 1. Erwähnung wahrscheinlich konkaver Brillengläser. Zwei Brillenbestellungen der Mailänder Herzog-Familie der Sforzas über 36 bzw. 200 Brillen bei Händlern aus der Region Florenz, für „ältere 30–70 Jahre“ (Weitsichtige?) und „jüngere mittel und fern“ (Kurzsichtige?) Personen.[3]
- um 1490, Fund einer Bügelbrille aus Leder, in einem Bucheinband einer alten Inkunabel, wo sie ganz offenbar vom Buchbinder vergessen und eingeleimt wurde.[4]
- 1494, Abbildung einer Bügelbrille im Buch „Das Narrenschiff“ von Sebastian Brant (1457–1521) nach einem Holzschnitt von Albrecht Dürer. Gleiche Abbildung findet sich auch in Johann Geiler von Kaysersbergs Buch „Navicula sive speculum fatuorum“ von 1510.[5][6]
- 1500, Fund eines Abdruckes einer, wohl lange Zeit vergessenen, Lederbrille im 1492 handgeschriebenen Buch „Die Sionpilgrin“ von Felix Fabri (Ulm). Aufgrund der sehr guten Abdrücke zwischen 2 Seiten wird die dazugehörende, leider verschollene, Brille als Nürnberger Lederbrille aus der Zeit um 1500 bestimmt.[7]
- 1511 Tübingen, die von Johannes Reuchlin verfasste Publikation „Augenspiegel“ zeigt auf dem Titel, für eine bessere Sicht auf die Dinge, eine Bügelbrille.
- 1520–1530, Wartburger Brillenfunde (siehe Bild rechts), 6 Leder Bügelbrillen mit Gläsern aus grünlichem Waldglas und rosabräunlichem Bergkristall, 1867 gefunden in dem ursprünglich aus Nürnberg stammenden „Pirckheimer Stübchen“ beim Aufstellen auf der Wartburg. (3)
- 14.–16. Jh., Niet- und Bügelbrillen Funde im Chorgestühl des Nonnen-Klosters Wienhausen bei Celle.[8]
- 1583, nach einer Verordnung des Nürnberger Rats durften fünf Dutzend solcher „gemeinen ledernen Prillen“ (Bügelbrille aus Leder) einen Gulden kosten.[9]
- 1618–1639, Porträt Francisco de Quevedo y Villegas (1580–1645), durch ihn hatte die Bügelbrille in Spanien den Namen: „Quevedo“. Heute in Spanien noch genutzt für historische Brillen (Gafas Quevedo).
- Um 1622, „Der ungläubige Thomas“ von Hendrick ter Brugghen (NL), Bügelbrille aus Leder.[9]
- 1657–1660 Spanien, Alonso Cano, Porträt Antonio Álvarez Osorio, der IV Marquis of Velada[10]
- um 1660 Spanien, Porträt Juan de Alfaro y Gamez, Antonio de Solís y Rivadeneyra
- 1688 Paeria de Cervera. Fassadendetail einer Bügelbrille am Rathaus von Cervera (Spanien)

### Weitere Unterarten der Bügelbrille
(Quelle:)
- Mützenbrillen [~1430]. Darunter verstehen man Brillen, die an der Mütze oder dem Hut auf dem Kopf befestigt werden. Es ist recht bemerkenswert, dass diese eigentümliche Befestigungsart von den ältesten Zeiten der Brille bis zur modernen Epoche sich immer wieder findet (Erwähnung bereits 1430 bei Girolamo Savonarola).[1]
- Stirnreifenbrille[12] [um 1572]. Statt einem Hut (s. o.) ist es hier ein Reifen bzw. ein Ring aus Metall, auch Leder oder ein Textilband, der in Stirnhöhe um den Kopf liegt und daran die Brillen herabhängend befestigt sind. (Kurfürst August von Sachsen um 1572)
- Stirnfortsatzbrille[13] [16. Jahrhundert]. Hier hat man die Brille vor den Augen befestigt, indem man am Steg (Bügel der Bügelbrille) einen Fortsatz, meist aus Metall, über die Stirn und Kopf gehen ließ, der sich zwischen Mütze und Kopf einklemmte.
Eine solche Brille trug z. B. der heilige Filippo Neri (1515–1595). Ebenso König Philipp II. von Spanien (1556–1598).
- Riembrillen [um 1580] auch Pindtspiegel (Bindgläser).[14] Die erste Brille, die seitlich am Kopf befestigt wurden. Erwähnt und bildlich dargestellt in der Regensburger Brillenordnung um 1600. Die beiden Gläser wurden mit Hornrändern versehen und in einen breiten Lederriemen eingefügt, der oberhalb der Ohren um den Kopf gebunden wurde. Da diese Variante gleichzeitig auch eine Schutzbrille war, dürfte sie vor allem auch bei Handwerkern beliebt gewesen sein. Wenig bildliche Darstellungen.
- Fadenbrille [16. und 17. Jh.] auch Pindtbrille (Bindbrille, von: Brille zum festbinden). Eine verwendete Form der Bügelbrille, die mit seitlichen Fadenschlingen hinter den Ohren befestigt wird. Am Fassungsrand der Gläser sind beiderseits schläfenwärts Löcher angebracht, je eins oder häufiger zwei, durch welche Fäden gezogen werden, die hinter den Ohren zusammengeknüpft wurden. Abbildungen sind vor allem aus Italien, Spanien, Südamerika und China bekannt.
- Gewichtsbrillen[15] Sie ist eine Variante der Fadenbrille. Die Fäden gehen auch hinter die Ohren, werden aber durch nach unten hängende Gewichte gespannt und ziehen so die Bügelbrille an die Nasenwurzel. Abbildungen sind vor allem aus China bekannt.
- Durchbrochene Brillen[16] [Design Bügelbrillen um 1620 bis in das 18. Jh.] Auch bekannt als Regensburger und Nürnberger Meisterbrillen. Bügelbrillen mit kunstvoll gearbeitetem Steg mit filigranen Ornamenten. Das eigenhändige Anfertigen einer solchen Brille nach identischer Vorgabe war im 17. Jh. Voraussetzung zur Aufnahme in die Brillenmacherzünfte der oben genannten Städte. Einige dieser Brillen sind erhalten. Es sind auch „Durchbrochene Brillen“ mit Initialen, Emblemen und Wappen im aufwendig gestalteten Bügel erhalten, die sicherlich private Auftragsarbeiten waren. Ein Alltagsgebrauch solcher Brillen ist anzunehmen, aber nicht sicher überliefert.

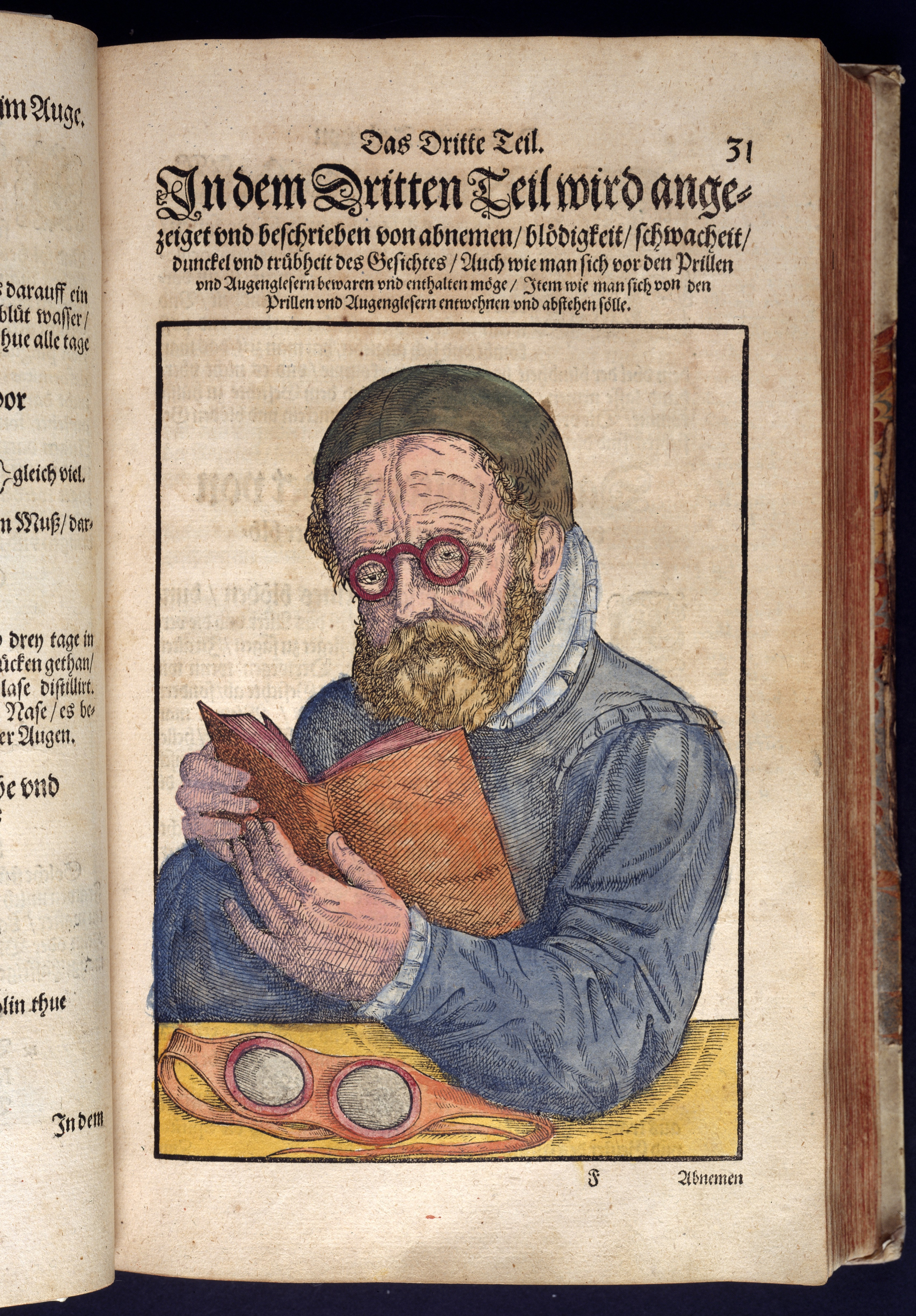
Riembrille (liegend) 1583
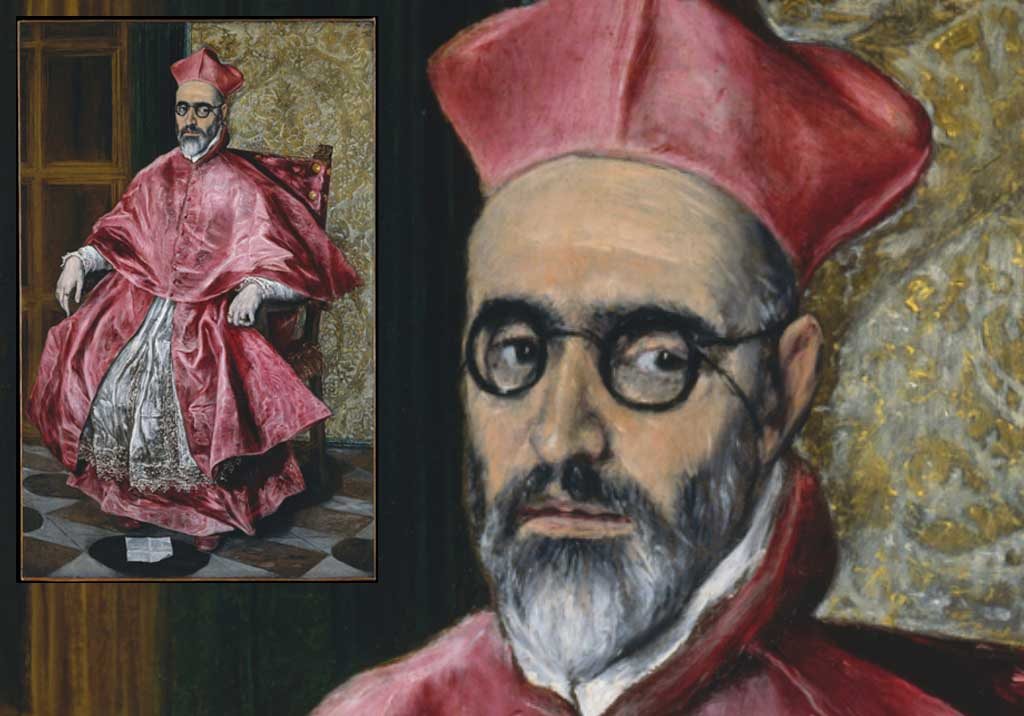
1600, Der Spanier de Guevara mit selten dargestellter Fadenbrille

## Sonstiges
Die Jahreszahlen in Bezug auf die Bügelbrillen sind in der Literatur oder Berichten diverser Autoren sehr unterschiedlich und abweichend. Am verlässlichsten sind Gemälde mit Brille und bekanntem Entstehungsdatum. Allerdings ist auch da zu bedenken, dass der Künstler die Brille abweichend dargestellt haben könnte (z. B. Details, Größe) oder gar die Brille oder Teile der Brille (Faden, Seitenarm) auch nachträglich eingefügt wurde.

Zudem gibt es leider nur wenige Personen, in der Zeit der Bügelbrille, die sich auf ihren Porträts mit Brille darstellen ließen. Dies dürfte an einer gewissen Eitelkeit gelegen haben, denn wer wollte schon auf seinem Bildnis eine mehr oder weniger große Behinderung offen zeigen. Eine Ausnahme scheint hier Spanien zu haben, denn aufgrund vermehrter erhaltener Porträts mit Brille, war dort die Brille anzunehmenderweise eher ein Statussymbol.

### Historische Bezeichnungen
Historische Bezeichnungen und Schreibweisen im deutschen Sprachraum zur Zeit der Bügelbrillen.

brill, brille, Prillen, berille, berillen, barillen, Augenglas, augen glesser, augenglesser, äugen glesser, augenspiegel, augspiegel, Binocel, „pöglete Parilien“ (Bügelbrille, aus Regensburger Brillenmacherordnung um 1600)